# Мехеја (Тексас)
Мехеја (енгл. Mexia) град је у америчкој савезној држави Тексас. По попису становништва из 2010. у њему је живело 7.459 становника.

## Демографија
Према попису становништва из 2010. у граду је живело 7.459 становника, што је 896 (13,7%) становника више него 2000. године.
| Група             | 2000.         | 2010.         |
| Белци             | 3.265 (49,7%) | 2.904 (38,9%) |
| Афроамериканци    | 2.079 (31,7%) | 2.367 (31,7%) |
| Азијати           | 13 (0,2%)     | 47 (0,6%)     |
| Хиспаноамериканци | 1.175 (17,9%) | 2.085 (28,0%) |
| Укупно            | 6.563         | 7.459         |